# Pavel Zemek-Novák
Pavel Zemek-Novák (* 14. října 1957 Brno), vlastním jménem Pavel Novák, je český hudební skladatel, pedagog a hobojista.

## Život
Studiu skladby společně se hrou na hoboj se věnoval na brněnské konzervatoři. V roce 1981 vystudoval hru na hoboj na Janáčkově akademii múzických umění v Brně a v roce 1988 dokončil na téže škole studium kompozice ve třídě Miloslava Ištvana. Hudební vzdělání si doplnil stipendijním pobytem v Paříži a v londýnské Royal College, kde studoval mezi lety 1992-1993 u George Benjamina.
V letech 1997-1998 byl na doktorandské stáži v Paříži jako žák spektralisty Gérarda Griseye (1946-1998). Stal se tak stal patrně prvním z českých skladatelů, kteří měli možnost setkat se s tvůrci jednoho z nejaktuálnějších kompozičních směrů současnosti. Provozně náročné a vysoce zvukově komplikované partitury spektralistů mohly na Zemka-Nováka zapůsobit co se vnímání zvuku týče, jako skladatel se však vydal cestou směřující zpět k redukci zvukového pásma a k celistvosti zvuku tónu. Osm let byl zaměstnán jako první hobojista v orchestru Janáčkova divadla v Brně. V letech 1987 - 2024 byl profesorem skladby a hudební teorie na Brněnské konzervatoři. Jeho posledním studentem byl Ing. Tomáš Peloušek. Tam také začal učit hru na hoboj, kterou byl však, stejně jako profesionální kariéru v tomto oboru, nucen ukončit ze zdravotních důvodů. I přesto, že již nevyučuje skladbu na Brněnské Konzervatoři, stále zde vede skladatelský seminář spolu s profesorem Radimem Bednaříkem a Martinem Wiesnerem.

## Kompoziční styl
Kompoziční dílo Zemka-Nováka dílo čítá přes sto komorních a orchestrálních skladeb pro různá obsazení. Stylově pro ně razil název kompozice s redukovaným kontrastem. Dnes jsou nejcharakterističtější jeho monofonní kompozice a kompozice s eliminováním disonantních intervalů. Na přelomu 80. a 90. let prošel Zemek-Novák obdobím závažné nemoci, které se v jeho přístupu ke kompozici odrazilo příklonem k takřka výhradně duchovní tematice děl. Zemek-Novák vyšel technicky z Ištvanovy Metody montáže izolovaných prvků v hudbě, ale patrně i na základě posledních Ištvanových teoretických aktivit (texty o jednohlasu v soudobé hudbě) se od této techniky postupně vzdálil k vlastní, vycházející z průzkumu možností unisona (jednohlasu). Zemek-Novák je v rytmice, faktuře hudby, ale i v polyfonii a formě ovlivněn gotickou a celkově středověkou západní hudbou. Silná katolická víra a svobodomyslný přístup k technologii kompozice Zemka-Nováka sbližuje se skladatelem Františkem Gregorem Emmertem. Na rozdíl od Emmerta se však Zemek-Novák ve svém díle přiklání k redukcionistickému pojetí faktury a k práci se samotným zvukem. Zemek-Novák nabyl přesvědčení, že nové využití monofonie může vyvést západoevropskou hudbu z krize. Postupně unisona použil nejen na skladbách drobných, pro malé obsazení, ale i na rozsáhlých orchestrálních kompozicích. Unisono Zemek-Novák chápe velmi volně, vrství jej nejčastěji v intervalu oktáv, kvart a kvint (na způsob středověkého organa), ale rovněž jej variuje heterofonní technikou, takže leckdy v jeho unisonových kompozicích vznikají překvapivě komplexní souzvukové výslednice. Kromě techniky unisona je u Zemka-Nováka velmi častá volná modální technika, v rytmice s oblibou využívá lomených násobných rytmů (ve smyslu "neúplných" triol, kvartol apod.), zajímavé je také jeho formování, které postuloval svou metodou redukovaného kontrastu - s oblibou dělí dílo na mnoho částí hraných attacca, případně označených stejným tempem (Prestissimo, Prestissimo, Prestissimo, Prestissimo, Prestissimo). Typickou formou pro Zemka-Nováka je velmi pozvolná gradace směřující v jedné rozsáhlé hudební větě od nejjednodušších zvuků k nejsložitějšímu hudebnímu pletivu ve značně vysokých tempech. Z hlediska sémiotiky a postmoderního formování vůbec jsou pozoruhodné skladebné parafráze a transkripce například Lisztových klavírních parafrází a transkripcí. V posledních letech k předešlým přistupuje již zmíněná technika redukce "disonantních" intervalů (ve smyslu středověkého názvosloví o disonancích a konsonancích a z hlediska zákonů akustiky), nicméně i tam vykazují "konsonantní" skladby Zemka-Nováka zcela soudobý hudební výraz a to nejenom po leckdy příkré souzvukové stránce, ale i z hlediska práce s hudebním timbrem anebo samotnou fakturou.
Zemek-Novák je opakovaně vyzdvihován jako jeden z nejvýznamnějších a nejprogresivnějších českých skladatelů artificiální hudby své generace. Mnohé z jeho skladeb byly provedeny významnými interprety v zahraničí, v poslední době se jeho tvorba zejména v Anglii těší velké pozornosti.

## Výběr z díla
- Symfonie č. 1 pro velký orchestr (7 vět) (1987] 20'
- Symfonie č. 2 Pašije podle sv. Jana pro 9 sólistů, smíšený sbor a velký orchestr (1990-7) 80'
- Symfonie č. 3 Medjugorie pro klavír a 10 smyčcových nástrojů (33 vět att.) (1995-2002] 21'
- Symfonie č. 4 Unisono pro orchestr (5 vět) (2002) 13'
- Symfonie č. 5 Prameny milosrdenství a světla ve Svatojakubském chrámu v Brně (2004) 15'
- Symfonie č. 6 Chvála stvoření pro sbor a orchestr na text Františka z Assisi (2016) 19'
- Unisono C dur pro orchestr [jednověté] (1998) ca 5'
- Serenáda pro anglický roh a orchestr [6 vět] (2003-4]
- Koncert (Konsonance) pro violoncello a komorní orchestr (2006 - 2008)
- Z říše ryb (1993) - čtyřvětá varhanní skladba; první tři věty pouze pro sólový pedál, poslední věta pro tři manuály, jako cantus firmus užit chorál Samuela Scheidta O Christ, der du bist Tag und Licht[4]
- Trio pro flétnu, violu a harfu (2010)
- Bohuslavu Reynkovi, Sonáta pro violu a klavír (2002)